# Paul Frédéric Culmann
Paul Frédéric Culmann (23 de febrero de 1860 - 27 de noviembre de 1936) fue un físico y destacado briólogo suizo.

## Biografía
De 1878 a 1882, estudió física en la Escuela Politécnica Federal de Zúrich, luego continuó su educación en Berlín, donde obtuvo su PhD en 1885. Tras graduars, se empleó en la "Maison Bréguet" de París (1885-1893) y más tarde trabajó como instructor de física y matemática en la Technikum Winterthur (1893-1898). Posteriormente regresó a París, donde se asoció con el trabajo realizado en la "Maison Carl Zeiss".

### Investigaciones
Fue considerado uno de los briólogos suizos principales durante la primera parte del siglo XX. Recogió miles de especímenes de musgo en Suiza, principalmente en los cantones de Zúrich y Berna. Durante su carrera también recogió ampliamente en Francia. En lo que respecta al cantón de Zúrich, publicó un directorio de sus musgos (1901), y más tarde publicó una lista de hepáticas nativas del cantón (1906). Además, fue autor de numerosos artículos en los resultados de la Oberland bernés, el cantón de Ticino y también de Francia. Como taxónomo describió más de 20 especies, subespecies y variedades nuevas para la ciencia.

## Algunas publicaciones
- 1901 Verzeichnis der Laubmoose des Kantons Zürich. Mitteilungen der Naturwissenschaftlichen Gesellschaft in Winterthur 3: 3–79.
- 1903 Notes bryologiques sur les flores du canton de Zurich et des environs de Paris. Revue Bryologique 30: 89–92.
- 1905 Contributions à la flore bryologique du canton de Bern. Revue Bryologique 32: 73–79.
- 1906 Liste des Hépatiques du canton de Zurich. Revue Bryologique 33: 75–84.
- 1906 Contributions à la flore bryologique Suisse. Revue Bryologique 33: 75–84.
- 1908 Contributions à la flore bryologique Suisse et principalement à celle de l'Oberland bernois. Revue Bryologique 35: 19–28.
- 1915 Contribution à la flore bryologique du canton du Tessin. Bull. de la societé botanique de France 62, 4,15: 53-58.[1]

con Jules Amann y Charles Meylan, coautor de Flore des mousses de la Suisse, (Lausanna, Imprimeries R'eunies S.A. 1912).

## Eponimia
Especies de musgo
- (Bryaceae) Bryum culmannii Limpr. 1892.[1]